# مدل متن‌باز
مدل متن‌باز یک الگوی توسعه نرم‌افزار غیر متمرکز است که همکاری آزاد را تشویق می‌کند. یک اصل اساسی در توسعه نرم‌افزار متن‌باز تولید جمعی است و محصولاتی مانند کد منبع، طرح‌ها و اسناد و مدارک آزادانه در دسترس عموم قرار می‌گیرد. حرکت منبع‌باز در نرم‌افزار به عنوان پاسخ به محدودیت‌های کد اختصاصی آغاز شد. این مدل برای پروژه‌هایی مانند فناوری مناسب متن‌باز، و کشف داروهای متن‌باز استفاده می‌شود.